# Edoardo Zardini (kolarz)
Edoardo Zardini (ur. 2 listopada 1989 w Peschiera del Garda) – włoski kolarz szosowy.

## Osiągnięcia
Opracowano na podstawie:
2012
- 3. miejsce w Giro della Regione Friuli Venezia Giulia

2013
- 4. miejsce w Danmark Rundt

2014
- 1. miejsce na 2. etapie Giro del Trentino
- 4. miejsce w Tour of Britain
  - 1. miejsce na 3. etapie
- 4. miejsce w Giro dell’Emilia

2018
- 4. miejsce w Tour of Antalya

2019
- 4. miejsce w Tour de Hongrie

## Rankingi
| Rok             | 2010 | 2011 | 2012 | 2013 | 2014 | 2015 | 2016  | 2017  | 2018 | 2019 | 2020 | 2021  | 2022 |
| --------------- | ---- | ---- | ---- | ---- | ---- | ---- | ----- | ----- | ---- | ---- | ---- | ----- | ---- |
| World Ranking   |      |      |      |      |      |      | 1056. | 1694. | 726. | 737. | 788. | 1819. | 911. |
| UCI Europe Tour | 749. | -    | 470. | 235. | 92.  | 477. | 721.  | -     | 596. | 537. | 629. | 1250. | 667. |
| UCI Asia Tour   | -    | -    | -    | -    | -    | -    | -     | -     | 464. |      |      |       |      |
|                 |      |      |      |      |      |      |       |       |      |      |      |       |      |
| Źródło: UCI     |      |      |      |      |      |      |       |       |      |      |      |       |      |